# アホヌーラ
アホヌーラ (Ahonoora) とはイギリスで生産された競走馬および種牡馬である。

## 経歴
アホヌーラはイギリスのワイルド・コート・スタットにて1975年に誕生し、翌年にバーレーンの王族であるシェイク・イーサ・アルハリーファに7,600ギニーで販売された。エプソムのロレッタ・ロッジにて調教師のブライアン・スウィフトに預けられ、1977年のレッドファーンS(ケンプトンパーク)でデビューし、同年のケンネットS(ニューベリー)にて初勝利を飾った。
競走馬時代にはスプリントチャンピオンシップ (G2) とキングジョージステークス (G3) といった短距離の重賞競走を2勝している。G1競走でもキングズスタンドステークスで2着となったことがある。
競走馬引退後は、1980年より種牡馬となり、14歳時の1989年に死亡した。
種牡馬としてはクラリオン系の主力馬としてインディアンリッジやインチナーといった後継種牡馬を残すことに成功している。母の父としてはケープクロス、ニューアプローチ、ルロワデザニモーといった名種牡馬や、牝馬でエクリプス賞年度代表馬となったアゼリなどを出し、さらに大きな成功を収めた。
日本にも競走馬としての産駒が数頭輸入されたが目立った成績を残した馬はいない。しかし産駒のパークエクスプレスが出産したシンコウフォレストは、外国産馬として日本に輸入され、1998年の高松宮記念などを制している。

## おもな産駒
- Park Appeal  / パークアピール（1982年生、1984年チェヴァリーパークステークス、モイグレアスタッドステークス）
- Park Express  / パークエクスプレス（1983年生、1986年フェニックスチャンピオンステークス）
- Don't Forget Me  / ドントフォーゲットミー（1984年生、1987年2000ギニー、アイリッシュ2000ギニー、種牡馬）
- Indian Ridge / インディアンリッジ（1985年生、種牡馬）
- Statoblest / スタトブレスト（1986年生、種牡馬）
- Case Law / ケースロー（1987年生、種牡馬）
- Topanoora / トパヌーラ（1987年生、種牡馬）
- Dr.Devious / ドクターデヴィアス（1989年生、1991年デューハーストステークス、1992年ダービーステークス、アイリッシュチャンピオンステークス、種牡馬）
- Inchinor / インチナー（1990年生、種牡馬）

母の父としての主な産駒
- Danasinga / ダナシンガ（母Princess Tracy、1991年生、1996年ストラドブロークハンデキャップ）
- Waky Nao / ウェイキーナオ（母Waky Na、1993年生、1998年ヴィットーリオ・ディ・カープア賞）
- シンコウフォレスト（母パークエクスプレス、1993年生、1998年高松宮記念）
- Twokay / トウケイ（母Princess Tracy、1994年生）
- Cape cross / ケープクロス（母Park Appeal、1994年生、1998年ロッキンジステークス）
- Maguire / マグワイア（母Dragon Pearl、1996年生、2002年オークランドカップ）
- Azeri / アゼリ（母Zodiac Miss、1998年生、2002年ブリーダーズカップ・ディスタフなどG1競走11勝）
- Malhub / マルフブ（母Arjuzah、1998年生、2002年ゴールデンジュビリーステークス）
- Leroidesanimaux / ルロワデザニモー（母Dissemble、2000年生、2004年サイテーションハンデキャップ、2005年フランク・E・キルローマイルハンデキャップ、アットマイル）
- New Approach / ニューアプローチ（母パークエクスプレス、2005年生、2007年ナショナルステークス、デューハーストステークス、2008年ダービーステークス、アイリッシュチャンピオンステークス、チャンピオンステークス）

## 血統表
| アホヌーラの血統クラリオン系／Fair Trial 5×5=6.25% | アホヌーラの血統クラリオン系／Fair Trial 5×5=6.25% | アホヌーラの血統クラリオン系／Fair Trial 5×5=6.25% | （血統表の出典） | （血統表の出典） |
| 父 Lorenzaccio 1965 栗毛                           | 父の父Klairon 1952 鹿毛                            | Clarion                                            | Djebel           | Djebel           |
| 父 Lorenzaccio 1965 栗毛                           | 父の父Klairon 1952 鹿毛                            | Clarion                                            | Columba          |                  |
| 父 Lorenzaccio 1965 栗毛                           | 父の父Klairon 1952 鹿毛                            | Kalmia                                             | Kantar           | Kantar           |
| 父 Lorenzaccio 1965 栗毛                           | 父の父Klairon 1952 鹿毛                            | Kalmia                                             | Sweet Lavender   |                  |
| 父 Lorenzaccio 1965 栗毛                           | 父の母Phoenissa 1951                               | The Phoenix                                        | Chateau Bouscaut | Chateau Bouscaut |
| 父 Lorenzaccio 1965 栗毛                           | 父の母Phoenissa 1951                               | The Phoenix                                        | Fille de Poete   |                  |
| 父 Lorenzaccio 1965 栗毛                           | 父の母Phoenissa 1951                               | Erica Fragrans                                     | Big Game         | Big Game         |
| 父 Lorenzaccio 1965 栗毛                           | 父の母Phoenissa 1951                               | Erica Fragrans                                     | Jennydang        |                  |
| 母 Helen Nichols 1966 栗毛                         | 母の父Martial 1957 栗毛                            | Hill Gail                                          | Bull Lea         | Bull Lea         |
| 母 Helen Nichols 1966 栗毛                         | 母の父Martial 1957 栗毛                            | Hill Gail                                          | Jane Gail        |                  |
| 母 Helen Nichols 1966 栗毛                         | 母の父Martial 1957 栗毛                            | Dicipliner                                         | Court Martial    | Court Martial    |
| 母 Helen Nichols 1966 栗毛                         | 母の父Martial 1957 栗毛                            | Dicipliner                                         | Edvina           |                  |
| 母 Helen Nichols 1966 栗毛                         | 母の母Quaker Girl 1961                             | Whistler                                           | Panorama         | Panorama         |
| 母 Helen Nichols 1966 栗毛                         | 母の母Quaker Girl 1961                             | Whistler                                           | Farthing Damages |                  |
| 母 Helen Nichols 1966 栗毛                         | 母の母Quaker Girl 1961                             | Mayflower                                          | Borealis         | Borealis         |
| 母 Helen Nichols 1966 栗毛                         | 母の母Quaker Girl 1961                             | Mayflower                                          | Foliage F-No.1-m |                  |